# Aeroportul Kigoma
Aeroportul Kigoma (IATA: TKQ, ICAO: HTKA) este un aeroport din Regiunea Kigoma, Tanzania ce deservește zona Kigoma. Aeroportul a fost tranzitat în decembrie 2017 de 2.380 de pasageri. A fost numit după zona deservită.
Situat la o altitudine de 823 m, aeroportul dispune de o singură pistă. Este operat de Tanzania Airports Authority⁠(d).